# Ramona Farcău
Ramona Petruța Farcău, gesch. Maier, (* 14. Juli 1979 in Zalău) ist eine ehemalige rumänische Handballspielerin.
Die Außenspielerin spielte von 2006 bis 2013 beim rumänischen Erstligisten CS Oltchim Râmnicu Vâlcea. Zuvor spielte Farcău beim Ligarivalen CS Silcotub Zalău. Mit beiden Vereinen gewann sie insgesamt zehnmal die Meisterschaft, dreimal den rumänischen Pokal, einmal den Europapokal der Pokalsieger und einmal die EHF Champions Trophy. 2013 wechselte sie zum HC Dunărea Brăila, 2015 zum CSM Ploiești und 2016 zum Zweitligisten Dinamo Bukarest. Dort beendete sie im Sommer 2017 ihre Karriere.
Für die rumänische Auswahl bestritt Farcău 207 Länderspiele, in denen sie 675 Treffer erzielte. Bei den Olympischen Spielen 2000 in Sydney wurde sie mit Rumänien Siebte. 2005 wurde sie in Russland bei der Weltmeisterschaft Vize-Weltmeisterin, nachdem Rumänien das Finale gegen den Gastgeber verlor. Im Jahr 2008 nahm Farcău an den Olympischen Spielen in Peking teil, wo sie mit Rumänien wieder den siebten Platz belegte. Mit 53 Toren wurde sie Torschützenkönigin des Turniers. Außerdem wurde sie ins All Star Team als beste Rechtsaußenspielerin gewählt.

## Erfolge
- Rumänischer Meister: 2001, 2004, 2005, 2007, 2008, 2009, 2010, 2011, 2012, 2013
- Rumänischer Pokalsieger: 2003, 2007, 2011
- Europapokal der Pokalsieger: 2007
- EHF Champions Trophy: 2007